# Феодосий Святогорский
Феодосий Святогорский (†20 октября [2 ноября] 1850, Святогорская пустынь) — иеромонах, преподобный, местночтимый святой Украинской Православной Церкви.

## Биография
Подвизался в Глинской пустыни. Рукоположен в сан иеромонаха. Под духовным руководством игумена Филарета стяжал дар непрестанной умносердечной молитвы Иисусовой.
В 1844 году перешел, вместе с казначеем иеромонахом Арсением и другими братиями, в возродившуюся Святогорскую пустынь. Здесь ему было назначено послушание духовника братии и приходящих богомольцев.
Его духовными чадами были святые: архимандрит Герман (Клица), схимонах Иоанн Затворник, духовник иеромонах Иоанникий (Аверкиев) и другие.
20 октября [2 ноября] 1850 года скончался.

## Канонизация
8 мая 2008 года Определением Священного Синода Украинской Православной Церкви принято решение о местной канонизации подвижника в Донецкой епархии, в Соборе Святогорских святых (день памяти – 11 (24) сентября).
Чин прославления подвижника состоялся во время визита в Святогорскую лавру 12 июля 2008 года Предстоятеля Украинской Православной Церкви Блаженнейшего Митрополита Киевского и всея Украины Владимира, в Свято-Успенском соборе лавры.